# بنت واربورگ
بنت واربورگ (دانمارکی: Bent Warburg؛ زادهٔ ۵ دسامبر ۱۹۳۹) موسیقی‌دان و بازیگر اهل دانمارک است.
از فیلم‌ها یا مجموعه‌های تلویزیونی که وی در آن‌ها نقش داشته‌است، می‌توان به در برج اسد، در برج ثور، ملوانان کنار تخت، مأمور ۶۹ ینسن در برج عقرب، ژوستین و ژولیت، یولیه و ترور اشاره نمود.